# Чача Вас
Чача Вас (словен. Čača vas) — поселення в общині Рогашка Слатина, Савинський регіон, Словенія. Висота над рівнем моря: 310,8 м.